# Kaknäs skjutbanor

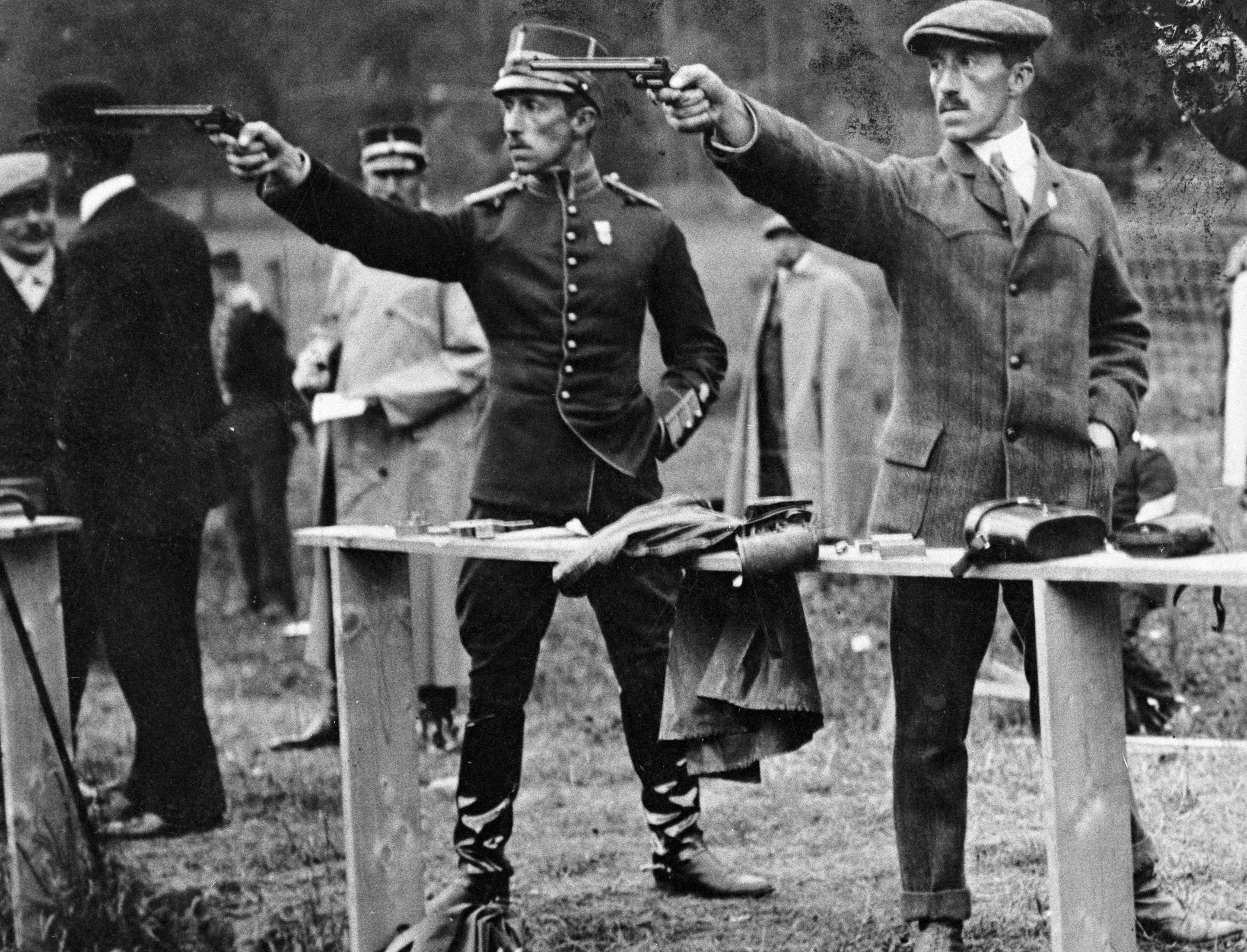
Pistolskytte 50 meter på Kaknäs, Olympiska sommarspelen i Stockholm 1912, Eric Carlberg (t.v.) och hans tvillingbror Wilhelm Carlberg.

Kaknäs skjutbanor var ett militärt skjutfält på Kaknäs, Norra Djurgården, Stockholms kommun. Anläggningen öppnades på 1870-talet och lades ner 1998. Kaknäs var även civil tävlingsbana för bland annat Olympiska sommarspelen 1912. Mellan 2005 och 2006 återskapades det öppna ängslandskapet kallat Kaknäs ängar och 2010 renoverades skjutfältets kvarvarande byggnader, det tidigare fanjunkarbostället.

## Historik

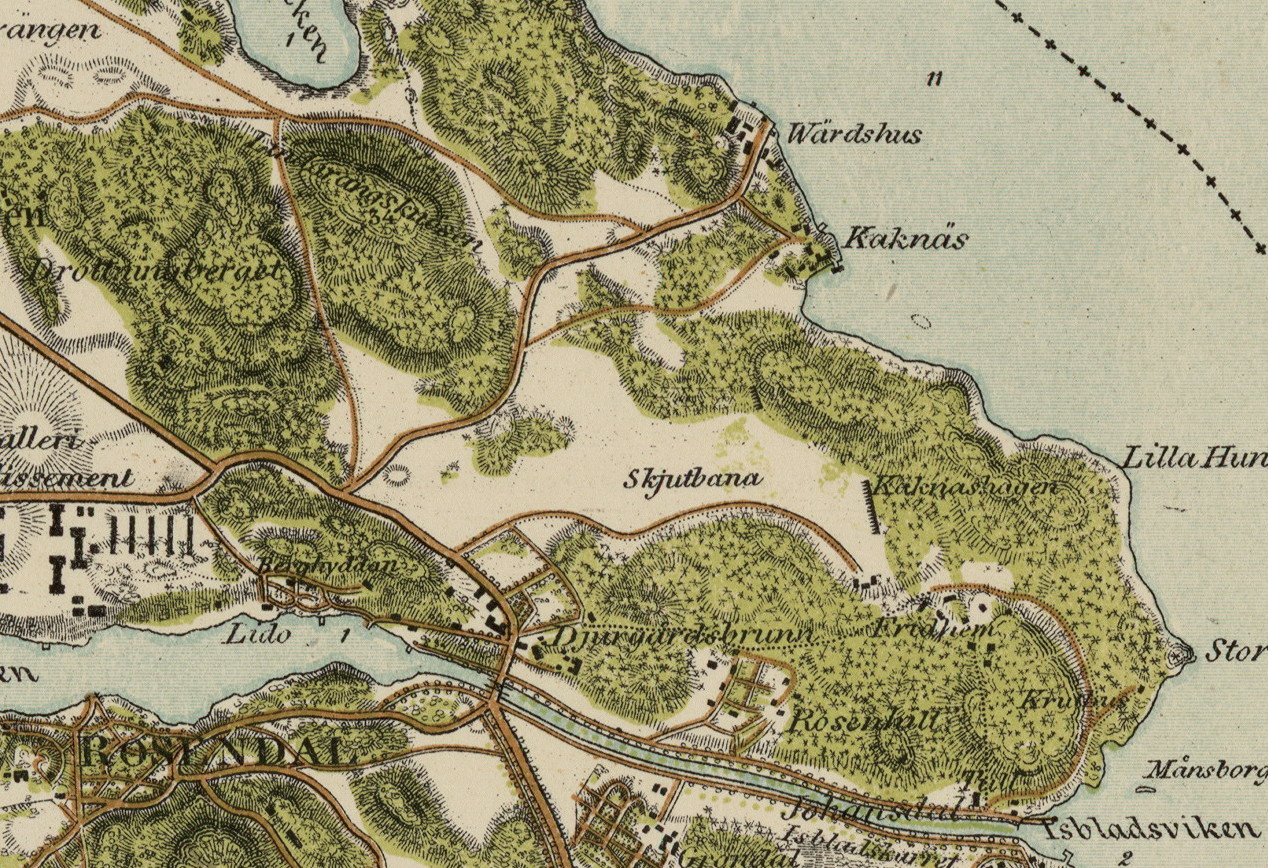
Kaknäs skjutbanor på 1890-talet.

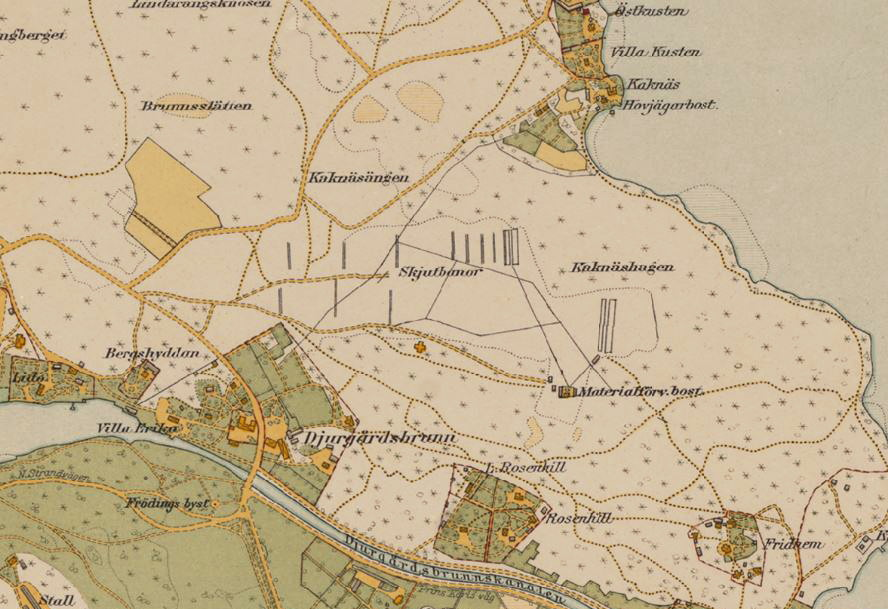
Kaknäs skjutbanor på 1930-talet.

Under 1800-talets första hälft nådde de militära uppvisningarna och övningarna på Ladugårdsgärde sina höjdpunkter och var mycket populära. Den sista stora tillställningen hölls 1867 men gärdet fortsatte även därefter att användas som militärt övningsfält. Om militära övningar avhölls på det område som sedermera blev Kaknäs skjutbanor är okänt.
Skjutbanorna på Kaknäs anlades på ett utdikat område som kallades Kaknäskärret. 1861 ansökte chefen för Livgardesbrigaden vid Stockholms garnison i ett brev till Kungl. Maj:t att kärret kunde torrläggas och användas för permanenta målskjutningslinjer. Ansökan beviljades och 1874 började den första skjutbanan byggas. Till den nya anläggningen hörde materialbod, skottvallar och järntavlor. Senare tillkom ett vakthus när flottan skulle få tillträde till skjutbanan.
År 1889 utvidgades skjutbaneområdet med ytterligare en bana samt förrådshus, vakt- och vaktmästarehus. För det genomfördes stora röjningar och sammanlagt behövde cirka 520 träd fällas. Kostnaden togs av kronan. Med ”vakt- och vaktmästarehus” avsågs fanjunkarbostället, vars byggnader fortfarande existerar. På en karta från 1891 framgår norra och södra skjutbanan samt en bebyggelse bestående av huvudbyggnad med två flyglar som ligger i slutet av en nyanlagd väg söder om skjutfältet.
År 1904 genomfördes ytterligare en utvidgning av anläggningen och den södra skottvallen förlängdes mot norr. När anläggningen var fullt utbyggd fanns två banor, en södra med 300 meters längd och en något kortare norra. Bebyggelsen bestod huvudsakligen av fanjunkarbostället med mangården där banchefen bodde, en västra flygel som var bostad för handräckningsmanskap och en östra flygel som var förråd. Dessutom fanns flera ekonomibyggnader, tvättstuga, avträde och vedbod. Den senaste militära beteckningen på bostället var I1/FO 44.
Banorna användes även för civilt skytte och 1902 arrangerades här första stora SM i skytte. Vid de Olympiska sommarspelen i Stockholm 1912 genomfördes skyttetävlingarna på Kaknäs och Stora Skuggans skjutbanor. På 1980-talet drevs Kaknäsbanorna i Livgardets dragoners regi och var då de enda i Stockholms omedelbara närhet sedan Stora Skuggans skjutbana lades ner 1978.

### Historiska bilder

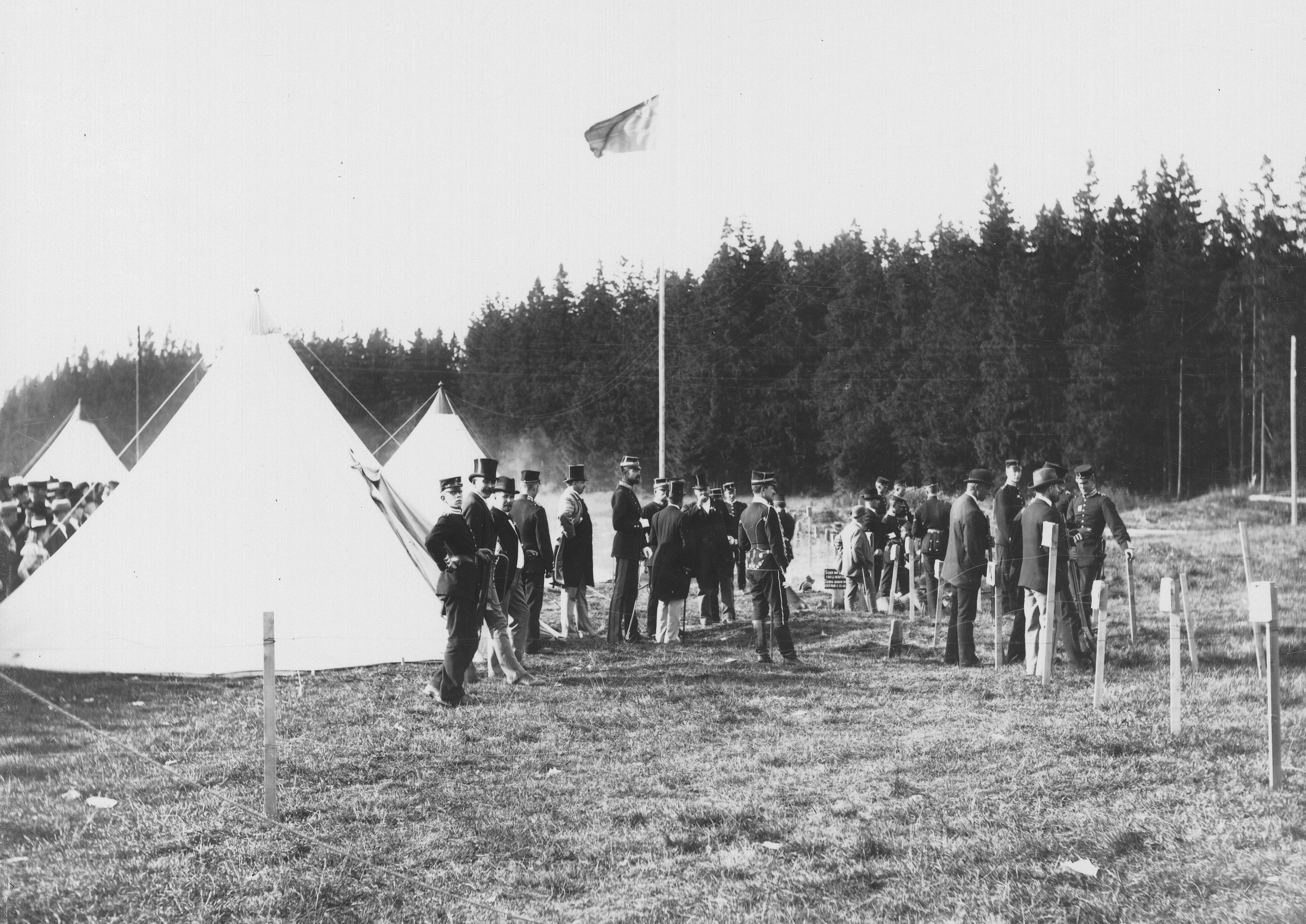
Kaknäs skjutbana med kronprins Gustaf i mitten, 1895.
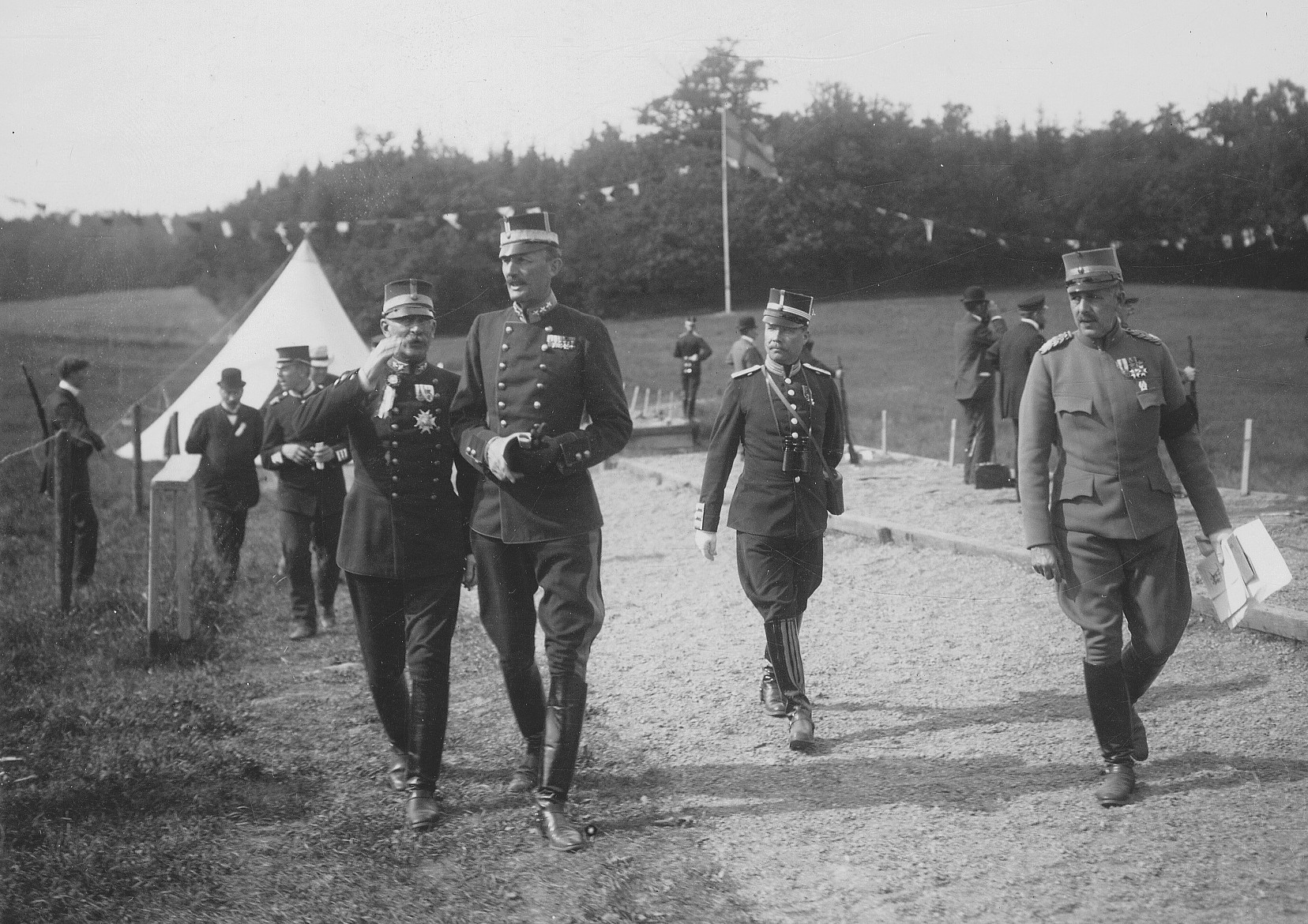
Riksskyttetävlingar vid Kaknäs med Prins Carl, 1913.
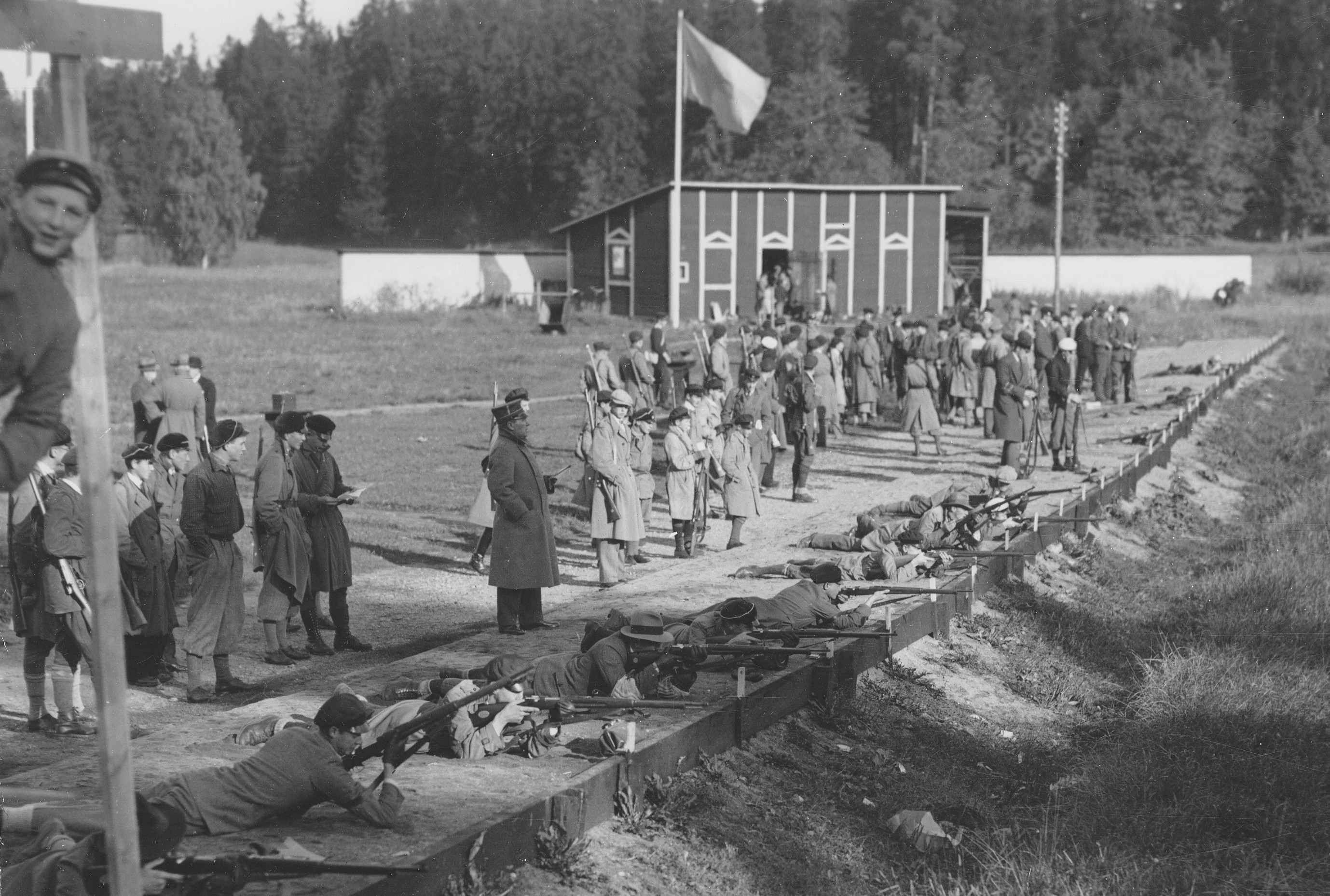
Kaknäs södra skjutbana (300 metersvallen) omkring 1910.
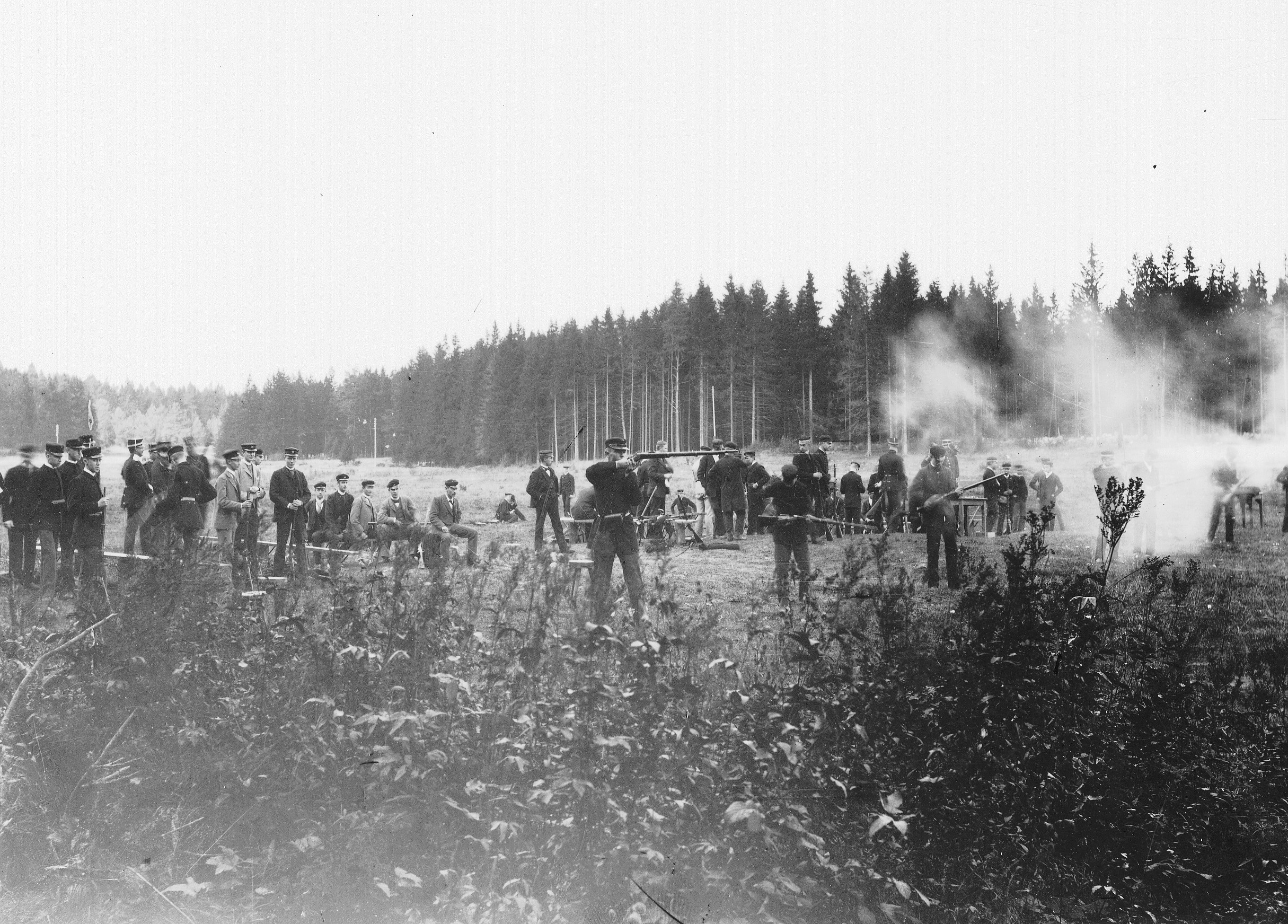
Skolungdomarnas skyttetävlingar vid Kaknäs som ägde rum årligen varje höst.

## Avveckling
Skjutbanorna på Kaknäs var omstridda under lång tid. Första gången Stockholms kommunfullmäktige hotade med att stänga dem var 1948, men då fanns ingen ersättningsbana för militärens skjutövningar. Den 31 december 1998 beslutade länsstyrelsen att anläggningen skulle läggas ner och området saneras samt omvandlas till parkmark. Mellan 2005 och 2006 återskapades det öppna ängslandskapet med våtmarker som numera kallas Kaknäs ängar.
Det enda som idag påminner om den tidigare verksamheten är fanjunkarbostället (Hunduddsvägen 31) som beboddes av militär personal fram till 1980-talet, därefter förföll husen. Fastigheten förvärvades av Stockholms stad och består av sex byggnader. År 2010 renoverades bostället och nyttjas sedan dess av Hunduddens Träningscenter och Skogshyddans Montessoriförskola.

### Nutida bilder

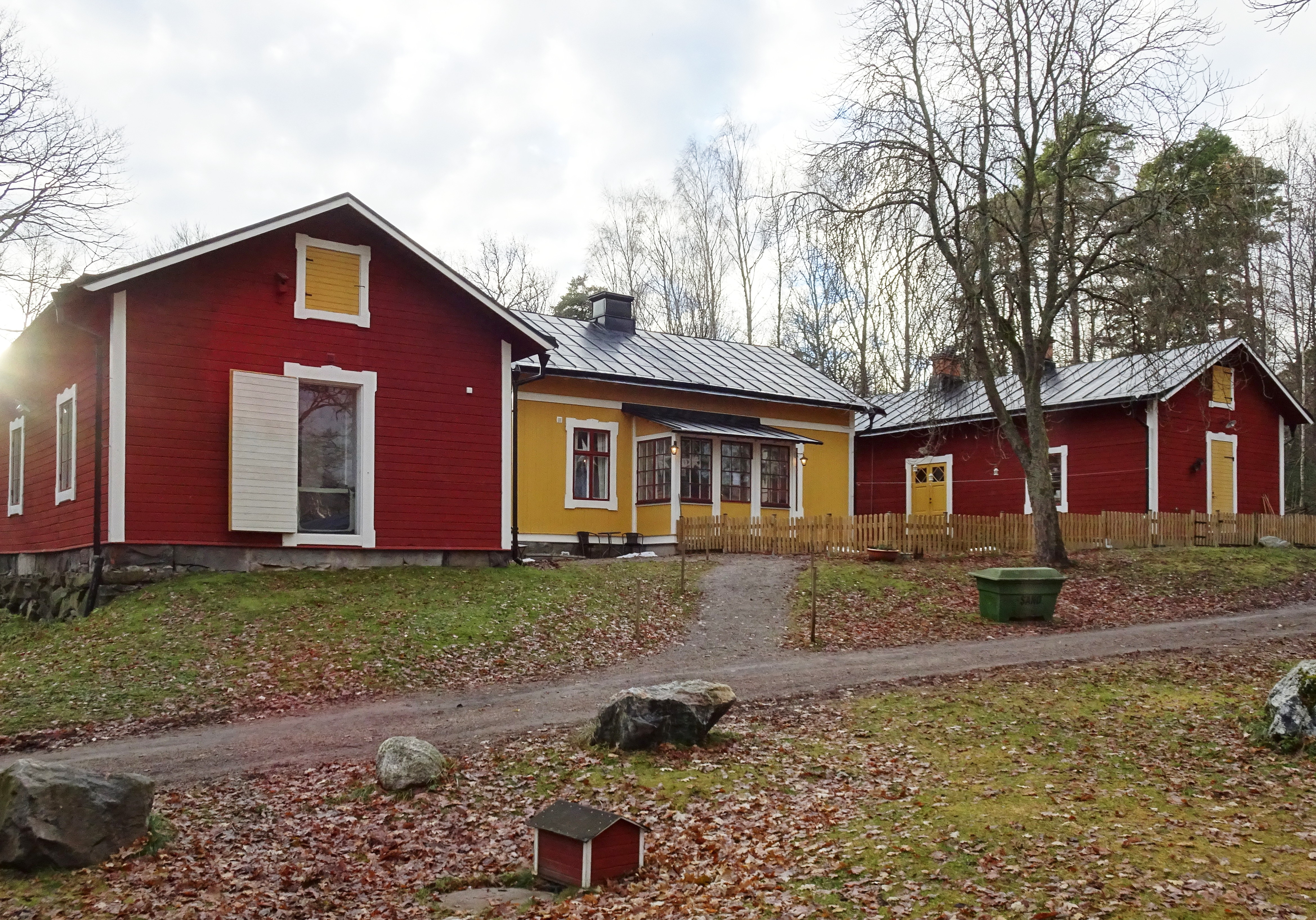
Före detta fanjunkarbostället, vy från norr.
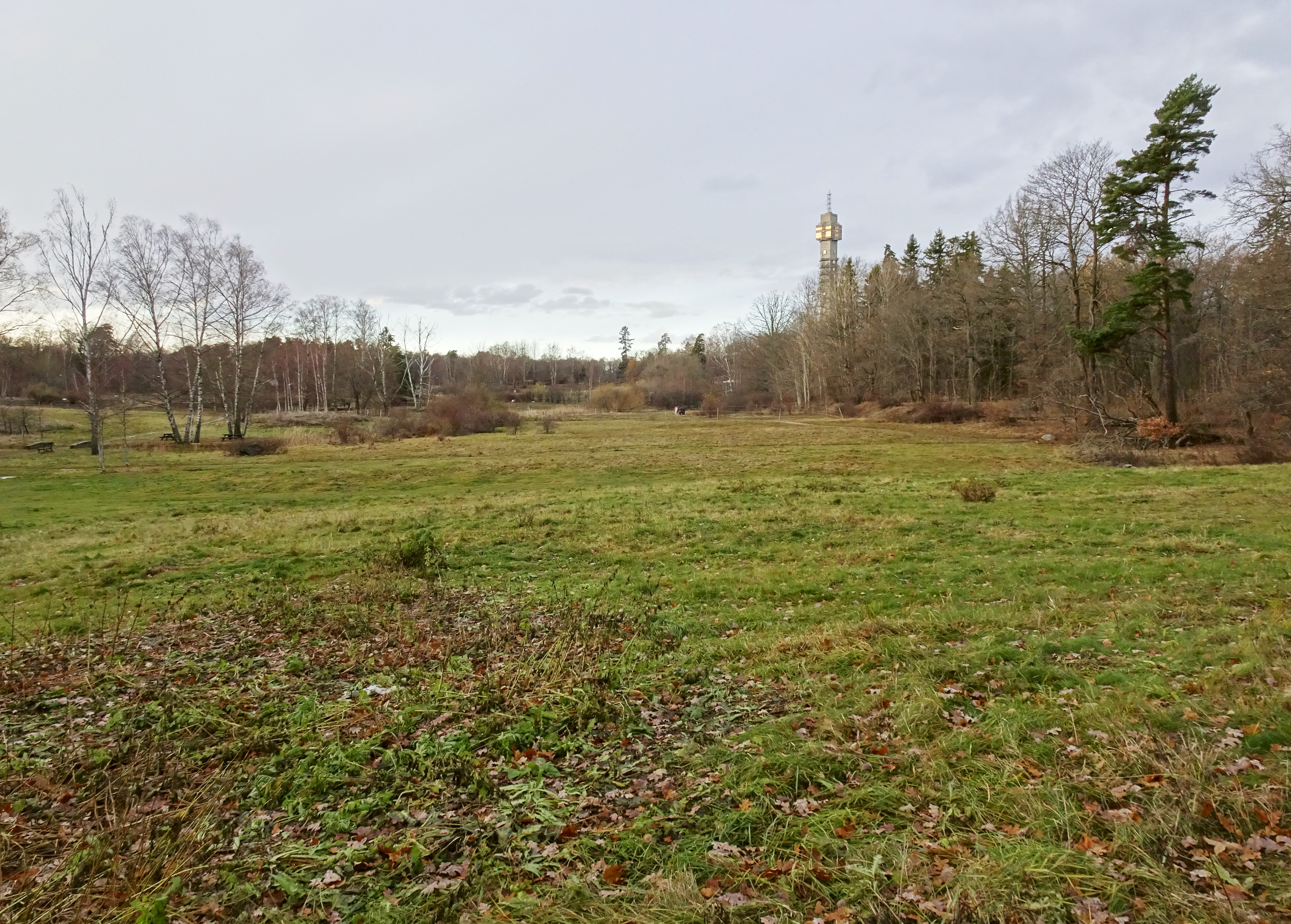
Kaknäs ängar, före detta norra banan, vy mot väster.
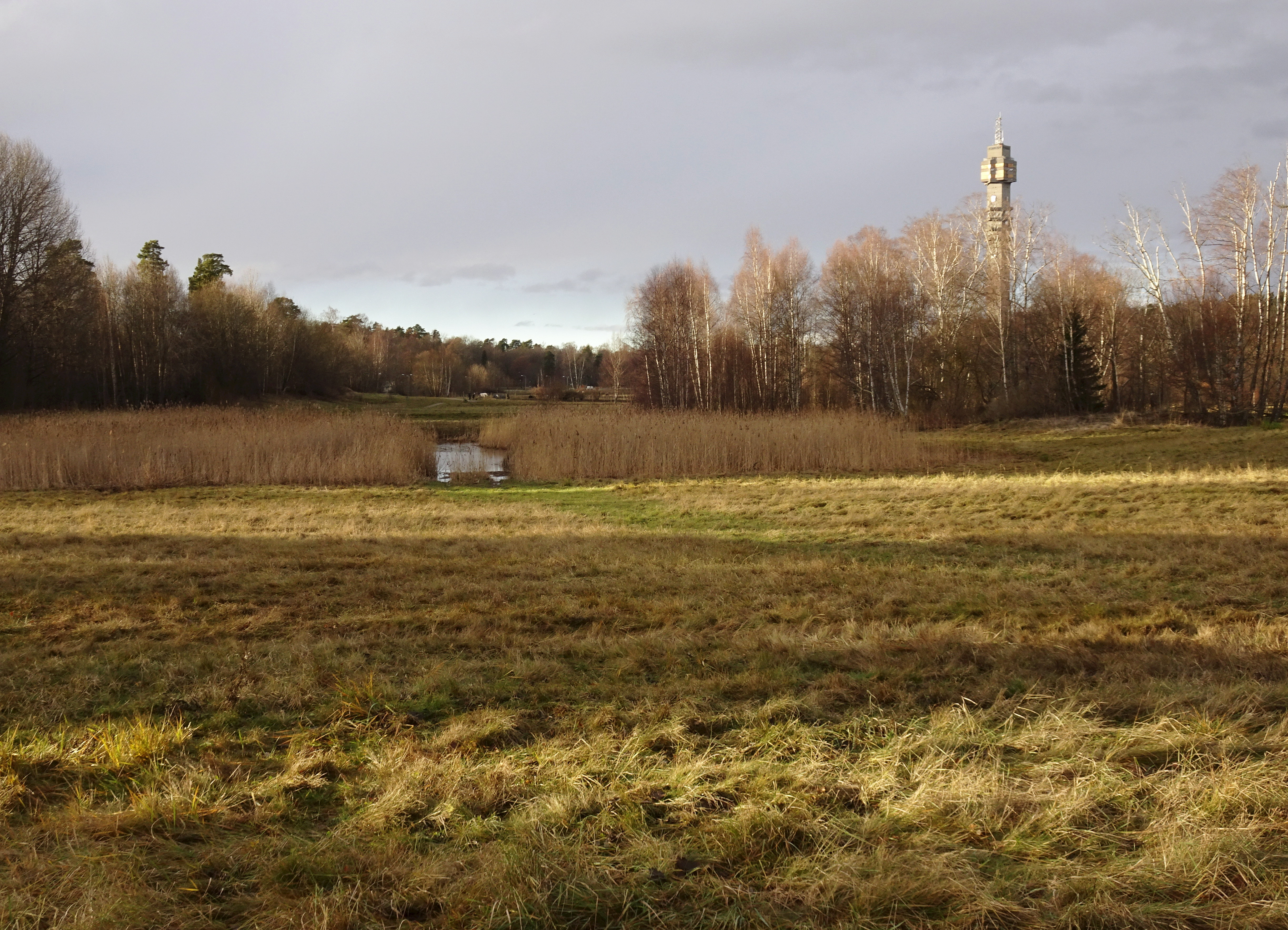
Kaknäs ängar, före detta södra banan, vy mot väster.
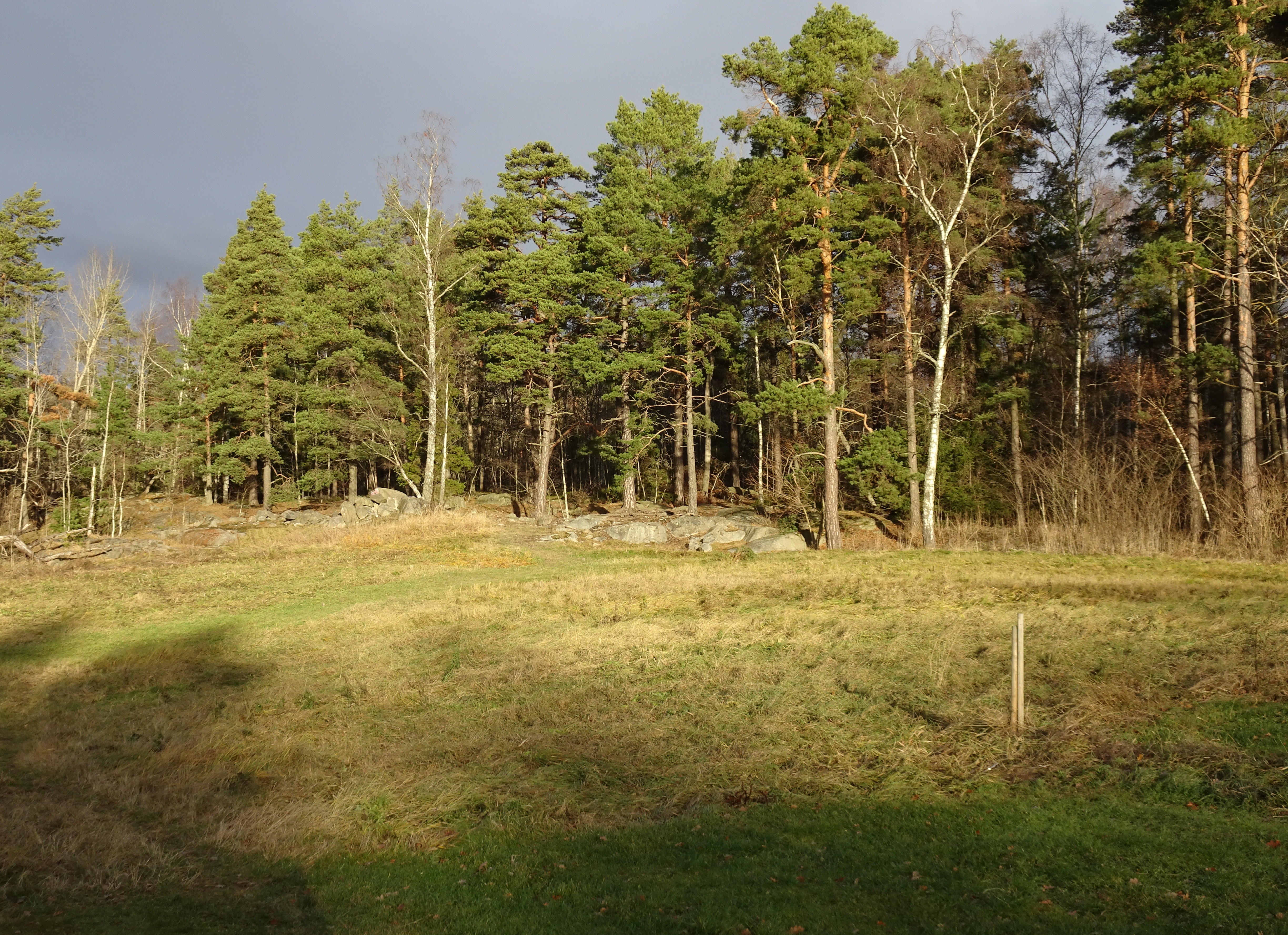
Kaknäs ängar, före detta södra banan, målområdet.

## Andra nedlagda skjutbanor i Stockholm (urval)
- Söderskjutbanan (nedlagd 1984)
- Stora Skuggans skjutbanor (nedlagd 1978)
- Järva skjutfält (nedlagd 1970)